# Pieter Jan Brugge
Pieter Jan Brugge (Deventer, 6 november 1955) is een Nederlandse producent, regisseur en scenarioschrijver.

## Beginjaren
Pieter Jan Brugge vertrekt in 1979, na de Nederlandse Film en Televisie Academie  van Amsterdam te hebben afgerond, naar de Verenigde Staten. Hier volgde hij als aspirant filmmaker, met een studiebeurs van het toenmalige ministerie van CRM, een cursus aan het American Film Institute in Los Angeles.

## Films als regisseur
Tot op heden heeft Brugge één film geregisseerd, namelijk; The Clearing (2004) gebaseerd op de ontvoering van Gerrit-Jan Heijn in 1987, met in de hoofdrollen; Robert Redford, Willem Dafoe en Helen Mirren.
Hij vertaalde de Veluwe, waar de ontvoering plaatsvond, naar de heuvelachtige bossen van de V.S.

## Films als producent, scenarioschrijver
- De Afstand (1983)
- Missing in action (1984)
- Making the grade (1984)
- Parfait amour  (1985)
- Zoeken naar Eileen (1987)
- My demon lover (1987)
- The seventh sign (1988)
- Lover boy (1988)
- Glory (1989)
- Consenting adults (1992)
- The Pelican Brief (1993)
- Heat (1995)
- The Insider (1999)
- Miami Vice (2006)
- Defiance (2008)
- Love and Other Drugs (2010)
- Bosch (TV serie) (2014-2017)
- Bosch: Legacy (2022-2024)

## Trivia
- Hij is de zoon van Jan Brugge